# День північних територій

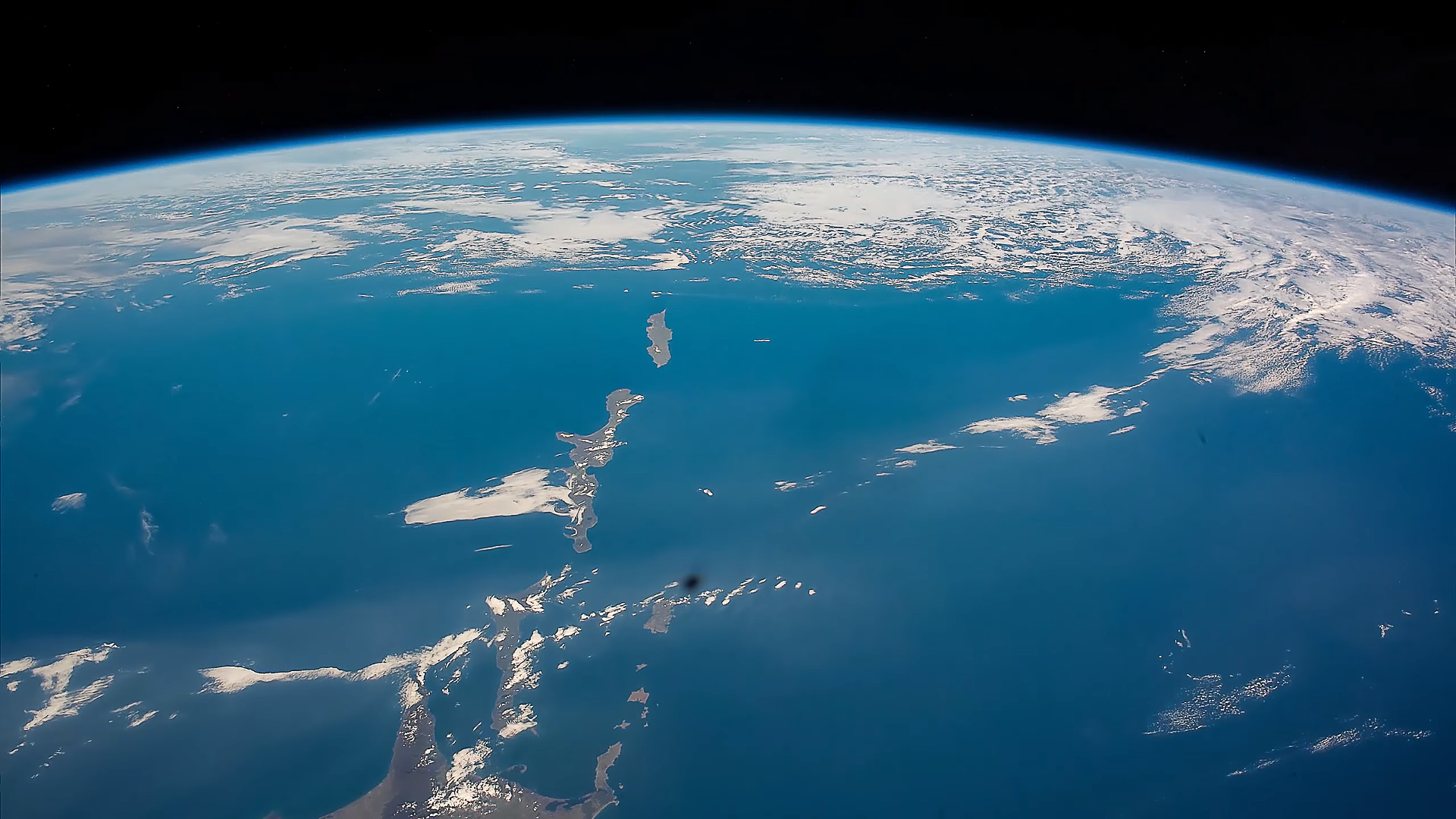
Південні Курили

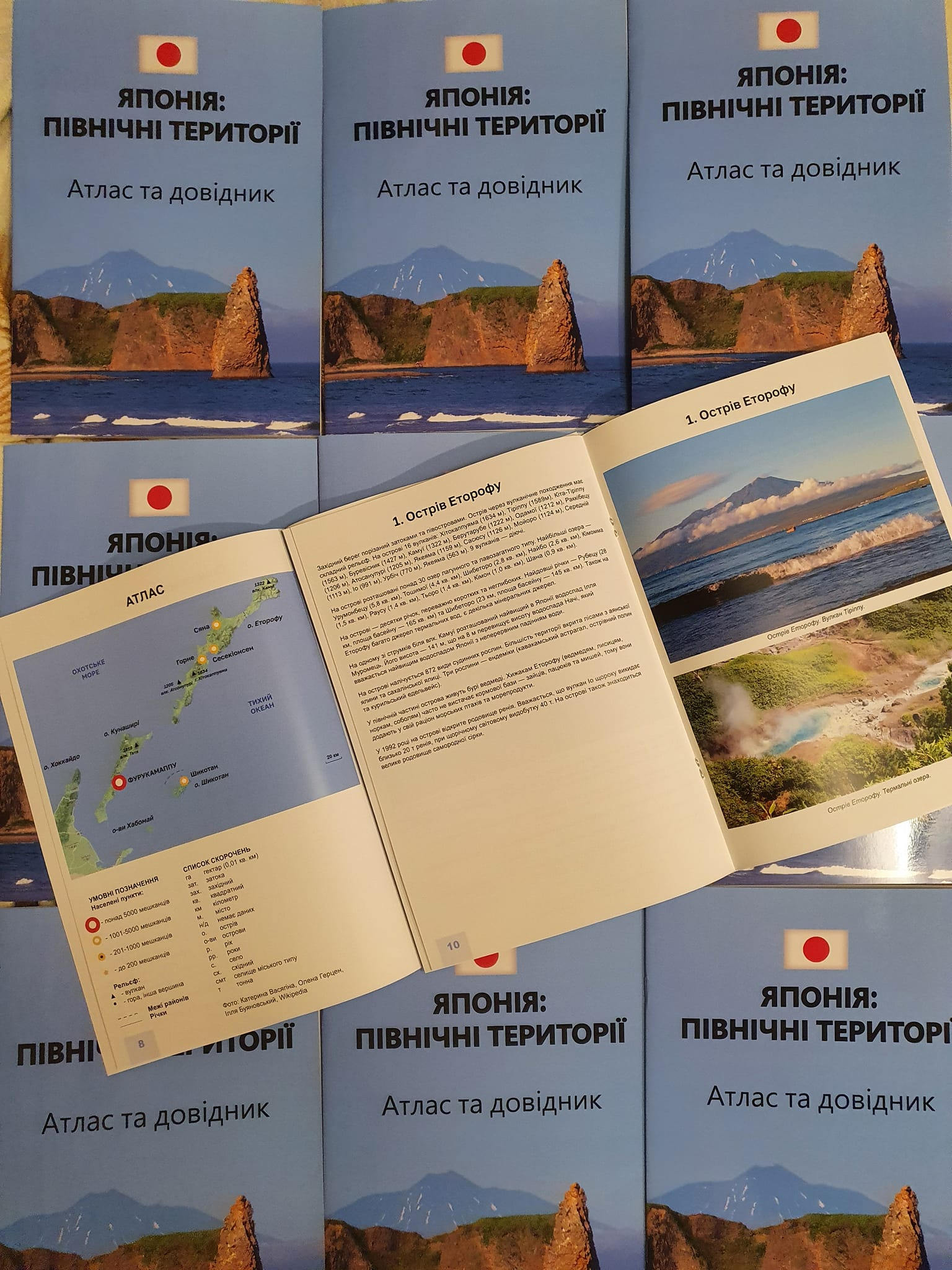
Атлас Північних територій Японії (окуповані Росією), виданий українською мовою у 2022

День північних територій (яп. 北方領土の日)  — щорічна пам'ятна дата в Японії, що відзначається 7 лютого. Започаткований 1981 року Міністерством закордонних справ Японії з метою поширення обізнаності населення про свою позицію в суперечці щодо Курильських островів. День північних територій не є державним святом у Японії, тому державні установи та підприємства працюють.
Відзначається 7 лютого щороку, оскільки 7 лютого 1855 року Японія та Російська імперія підписали Сімодський трактат. Сан-Франциський мирний договір, підписаний між союзниками та Японією в 1951 році, говорить, що Японія повинна відмовитися від «усіх прав, прав власності та претензій на Курильські острови», але він також не визнає суверенітету Радянського Союзу над ними. Японія стверджує, що принаймні деякі зі спірних островів не є частиною Курильських островів, і тому на них не поширюється договір.
7 лютого 2023 японський уряд і громадські організації вкотре розкритикували росію за незаконну окупацію Курильських островів і вимагають їх повернення.